# Kleine Bernsteinschnecke
Die Kleine Bernsteinschnecke (Succinella oblonga) ist eine Schneckenart der Familie der Bernsteinschnecken (Succineidae) aus der Unterordnung der Landlungenschnecken (Stylommatophora). Es ist die einzige Art der Gattung Succinella Mabille, 1871.

## Merkmale
Das verhältnismäßig dickwandige, rechtsgewundene Gehäuse der Kleinen Bernsteinschnecke wird bis 8 mm hoch, bis 4,5 mm breit und besitzt 3 bis 3½ stark gewölbte Umgänge, die durch eine tiefe Naht voneinander abgesetzt sind. Gehäusegröße wie auch das Höhen-Breiten-Verhältnis sind stark veriabel. Der letzte Umgang ist stark aufgebläht, die Mündungshöhe nimmt etwa die Hälfte bis etwas mehr als die Hälfte der Gesamthöhe ein. Die Schale ist opak, die Oberfläche matt. Die Oberfläche weist grobe und etwas unregelmäßige Anwachsstreifen auf. Das Gehäuse ist an der Küste bernsteinfarben, im Inland eher blassgelblich-grau bis grünlich-weiß gefärbt. Oft ist die Oberfläche zur Tarnung von einer Schmutz- und/oder Kotschicht überzogen. Der Weichkörper ist meist dunkelgrau gefärbt.
Im zwittrigen Geschlechtsapparat ist der dünne und sehr lange Samenleiter in sich verdreht. Er mündet am Apex in den Penis; der Übergang ist nicht deutlich markiert. Der Penisretraktormuskel setzt am Samenleiter an, kurz bevor der Durchmesser des Samenleiters zunimmt. Ein eigentlicher Epiphallus fehlt. Der Penis ist in basalen Hälfte von einer Penishülle umgeben. Im Bereich der Penishülle weist der Penis im Innern, glatte Längsfalten auf, im distalen Bereich wo der Durchmesser bereits abnimmt sind im Innern wellige Längsfalten. Die Prostatadrüse ist sehr kompakt. Die Vagina ist vergleichsweise lang und weit; es fehlt eine Muskelkragen. Der Stiel der Samenblase (Spermathek) ist mäßig lang.

### Ähnliche Arten
Succinella oblonga (Draparnaud, 1801) ähnelt der Salz-Bernsteinschnecke (Quickella arenaria (Potiez & Michaud, 1838)), das Gehäuse ist jedoch bei dieser Art gewöhnlich höher, die Umgänge sind stärker gewölbt und nehmen rascher zu; bei gleicher Höhe sind weniger Umgänge ausgebildet. Die Mündung ist fast rund und die Zuwachsstreifen sind gröber. Eine sichere Unterscheidung der beiden Arten ist nur durch die Untersuchung des Genitalapparates möglich. Bei der Salz-Bernsteinschnecke ist sowohl der Samenleiter, der Eileiter wie auch die Vagina wesentlich kürzer. Der Penis ist ohne Penishülle, der Samenleiter mündet in den Apex des Penis, ohne vorher an Dicke zuzunehmen. Der Retraktormuskel setzt am Apex des Penis an. Der Stiel der Samenblase ist wesentlich länger.

## Lebensweise und Fortpflanzung
Die Tiere leben gewöhnlich einzeln. Die Begattung findet wohl zweimal im Jahr statt, im Mai und Juli. entsprechend werden auch im Mai und August Eier einzeln abgesetzt. Die Eier haben einen Durchmesser von 0,5 mm. Die Entwicklung im Ei dauert 14 bis 15 Tage. Die Überwinterung erfolgt als halberwachsene Individuen. Die Lebensdauer beträgt 1½ bis 1¾ Jahre. Juvenile Exemplare werden leicht durch Vögel in andere Lebensräume verfrachtet.

## Geographische Verbreitung und Lebensraum
Die Art bevorzugt feuchte, wenig bewachsene Standorte, wie z. B. die Überschwemmungsbereiche der Flüsse, Verlandungszonen der Seen, vegetationsarme Sümpfe, kommt aber auch auf feuchten Wiesen, an Rainen und Waldrändern, unter Büschen, am Fuß von Mauern, unter Felsen und lichten Wäldern entfernt vom Wasser vor. Sie ist typischerweise auf ausgetrockneten Schlammflächen zu finden, wo sie die Algenschicht abweidet. Sie frisst aber auch junge Blätter krautiger Pflanzen, Blütenblätter und verrottendes Pflanzenmaterial. Gelegentlich frisst sie auch tierisches Eiweiß, sprich Aas.
Die Art kommt nahezu im gesamten Europa und im nördlichen Westasien vor, jedoch immer sehr lokal. Im Norden reicht das Verbreitungsgebiet bis etwa 61° nördlicher Breite. Auch auf den Britischen Inseln und in Südeuropa ist sie eher selten. Auch in Kleinasien ist sie nicht häufig. In der Schweiz wurde sie schon in 2100 m Höhe, in Bulgarien bis 1300 m über Meereshöhe gefunden.

## Taxonomie
Das Taxon wurde 1801 von Jacques Philippe Raymond Draparnaud aufgestellt. Jules Mabille schlug 1870 die Gattung Succinella vor und listete fünf Arten als zum neuen Taxon gehörig: Succinea lutetiana Mabille, 1870, Succinea oblonga Draparnaud, 1801, Succinea oblonga var. humilis Mabille, 1870, Succinea arenaria Bouchard-Chantereaux, 1838 und Succinea baudonii Bourguignat, 1856. Fast alle älteren Autoren betrachteten Succinella als Synonym von Succinea. Daher hat erst Caesar-Rudolf Boettger eine Typusart bestimmt; i. e. Succinea oblonga Draparnaud, 1801. Diese Art ist nicht nur die Typusart durch die spätere Bestimmung durch Boettger, sondern inzwischen auch die einzige Art der Gattung Succinella. Die anderen von Mabille zu Succinella gestellten Arten sind jüngere Synonyme oder wurden anderen Gattungen zugewiesen. Inzwischen wird die Gattung Succinella allgemein anerkannt. Hydrophyga Lindholm, 1927 ist ein jüngeres, objektives Synonym von Succinella. Die Gattung beruht auf derselben Typusart; i. e. Succinea oblonga Draparnaud, 1801.

## Gefährdung
Die Art ist in Deutschland nicht gefährdet.

## Belege

### Online
- AnimalBase - Succinella oblonga